# Галущиногреблянська сільська рада
Галущиногреблянська сільська рада — колишній орган місцевого самоврядування у Новосанжарському районі Полтавської області з центром у c. Галущина Гребля.

## Населені пункти
Сільраді були підпорядковані населені пункти:
- c. Галущина Гребля
- с. Мушина Гребля